# Liste der Kulturdenkmale in Niedercunnersdorf
In der Liste der Kulturdenkmale in Niedercunnersdorf sind die Kulturdenkmale des Ortsteils Niedercunnersdorf der sächsischen Gemeinde Kottmar verzeichnet, die bis September 2024 vom Landesamt für Denkmalpflege Sachsen erfasst wurden (ohne archäologische Kulturdenkmale). Die Anmerkungen sind zu beachten.

## Liste der Kulturdenkmale in Niedercunnersdorf
| Bild                                    | Bezeichnung | Lage                                                      | Datierung                                                                | Beschreibung | ID       |
| --------------------------------------- | --- | --------------------------------------------------------- | ------------------------------------------------------------------------ | --- | -------- |
| Direkt Bild zu diesem Denkmal hochladen | Bachbett des Cunnersdorfer Wassers in bestimmten Bereichen; Ufermauern in Granit, Treppenabgänge und Zuläufe | (Karte)                                                   | 19. Jahrhundert                                                          | Unter anderem bei Alte Dorfstraße 1, 2 Bachmauern beidseitig, hinter Alte Dorfstraße 7 Treppenabgang und linke Bachmauer, bei Alte Dorfstraße 24, bei 25/28 und bei 26 und 28 jeweils Steindecker über den Graben, bei Alte Dorfstraße 26 und 28 die Grabenmauern beidseitig, bei Alte Dorfstraße 28 die Treppe zum Graben, bei An der Aue 1, 2, 4 Bachmauern straßenseitig und bei Nummer 1 und 7 Treppenabgang, bei An der Hohle 6 Treppe zum Bach, bei Mühlgrabenweg 2 und 4 Bachmauern beidseitig, bei 37 Bachmauern und Treppenabgang, bei Obere Hauptstraße 3 Treppenabgang, bei Obere Hauptstraße 6 gemauerter kleiner Graben, bei Obere Hauptstraße 7 Bachmauern und Treppenabgang, bei Obere Hauptstraße 45 Steindeckerbrücke und Bachmauern unterstrom (bachabwärts), bei Wilhelm-Tempel-Platz die Unterführung des Niedercunnersdorfer Wassers vor Wilhelm-Tempel-Platz 10 inklusive Bogenein- und -ausgang, mit Treppenabgang, Wehr- und Bachmauern (Bach hier möglicherweise einst verlegt), der gemauerte, in den Bach einbindende Graben bei Nummer 11 (auch hinter Wilhelm-Tempel-Platz 2), gegenüber Wilhelm-Tempel-Platz 1 auf Flurstück 1240/17 Treppenabgang, baugeschichtlich, ortsgeschichtlich und verkehrsgeschichtlich von Bedeutung. | 09306257 |
| Direkt Bild zu diesem Denkmal hochladen | Trasse und Gleisanlage der Eisenbahn als Sachgesamtheitsteil von Obj. 08992544 | (Flurstücke 1254, 1230/3, 1255/1, 1233, 1256) (Karte)     | 2. Hälfte 19. Jahrhundert                                                | Eisenbahnstrecke Löbau–Zittau; verkehrsgeschichtlich von Bedeutung | 09302441 |
| Weitere Bilder                          | Wohnhaus (Umgebinde) mit Anbau | Alte Dorfstraße 1 (Karte)                                 | Nach 1797                                                                | Baugeschichtlich von Bedeutung, das Obergeschoss-Fachwerk zweifarbig verschiefert, Doppelstubenhaus, Anbau vollkommen in Fachwerk, typische Oberlausitzer Holzbauweise, überaus alt | 08961508 |
|                                         | Schmiede, heute Wohnhaus | Alte Dorfstraße 2 (Karte)                                 | Nach 1868                                                                | Massives, zweigeschossiges Gebäude, weitgehend im ursprünglichen Aussehen erhalten, Bestandteil der Aue, ortshistorisch von Bedeutung | 08961507 |
| Direkt Bild zu diesem Denkmal hochladen | Brücke | Alte Dorfstraße 2 (davor) (Karte)                         | 1873                                                                     | Ein Bogen, darauf die Alte Dorfstraße, Brücke stark verbreitert, alte Brücke darunter, datiert 1873, baugeschichtlicher Wert | 09306290 |
| Weitere Bilder                          | Wohnhaus (Umgebinde) | Alte Dorfstraße 3 (Karte)                                 | 1793, im Kern älter                                                      | Baugeschichtlich von Bedeutung, Obergeschoss Fachwerk, trotz Veränderungen auenprägendes Zeugnis der vermutlich ältesten noch existenten Holzbau-Generation | 08961538 |
| Weitere Bilder                          | Wohnhaus (Umgebinde) | Alte Dorfstraße 6 (Karte)                                 | 1. Hälfte 19. Jahrhundert, Kern älter                                    | Baugeschichtlich von Bedeutung, Doppelstubenhaus, Obergeschoss Fachwerk, auf der Giebelseite verschalt, gut in Aussehen und Konstruktion erhalten, auenbildprägendes Umgebindehaus | 08961539 |
| Weitere Bilder                          | Wohnhaus (Umgebinde) | Alte Dorfstraße 7 (Karte)                                 | 2. Hälfte 18. Jahrhundert                                                | Baugeschichtlich von Bedeutung, Umgebinde mit profilierten Säulen, Obergeschoss Fachwerk, ornamental verschiefert; regionaltypisches Aussehen | 08961541 |
| Weitere Bilder                          | Wohnhaus (Umgebinde) | Alte Dorfstraße 8 (Karte)                                 | Nach 1788                                                                | Doppelstubenhaus, Obergeschoss Fachwerk zweifarbig verschiefert, ortsbildprägender Bestandteil der Aue, baugeschichtlich von Bedeutung | 08961542 |
| Direkt Bild zu diesem Denkmal hochladen | Wohnhaus | Alte Dorfstraße 11 (Karte)                                | Bezeichnet mit 1866                                                      | Baugeschichtlich von Bedeutung, Obergeschoss Fachwerk, zweifarbig verschiefert, Holzkonstruktion erhalten | 08961543 |
| Weitere Bilder                          | Wohnhaus (Umgebinde) | Alte Dorfstraße 14 (Karte)                                | 1796                                                                     | Baugeschichtlich von Bedeutung, Obergeschoss Fachwerk, zweifarbig ornamental verschiefert, schönes Portal, trotz einiger baulicher Veränderungen an zwei Seiten auenbildprägendes Umgebindehaus | 08961544 |
| Direkt Bild zu diesem Denkmal hochladen | Wohnhaus | Alte Dorfstraße 16 (Karte)                                | 18. Jahrhundert                                                          | Baugeschichtlich von Bedeutung, Obergeschoss Fachwerk, zweifarbig verschiefert, prägt trotz Erdgeschoss-Veränderungen das alte Auenbild mit, in der Holzkonstruktion erhalten | 08961528 |
| Direkt Bild zu diesem Denkmal hochladen | Wohnhaus | Alte Dorfstraße 17 (Karte)                                | 1775                                                                     | Baugeschichtlich von Bedeutung, Obergeschoss Fachwerk, zum großen Teil zweifarbig verschiefert, prägt trotz Erdgeschoss-Veränderungen das alte Auenbild mit, in der Holzkonstruktion erhalten | 08961527 |
| Weitere Bilder                          | Wohnmühlenhaus (Umgebinde) mit angebautem Mahlgebäude sowie Graben mit Steindeckerbrücke (Kretschmühle) | Alte Dorfstraße 20 (Karte)                                | 18. Jahrhundert                                                          | Von technischem und ortshistorischem Interesse, Wohnhaus Obergeschoss Fachwerk verschiefert, Umgebinde mit profilierten Säulen, schönes Korbbogenportal | 08961525 |
| Weitere Bilder                          | Wohnstallhaus (Umgebinde) | Alte Dorfstraße 22 (Karte)                                | Vor 1784                                                                 | Baugeschichtlich von Bedeutung, Obergeschoss Fachwerk, zweifarbig verschiefert, Umgebinde mit profilierten Säulen, Strukturbestandteil der Auenbebauung, weitgehend im ursprünglichen Aussehen erhalten | 08961524 |
| Direkt Bild zu diesem Denkmal hochladen | Wohnhaus (Brennhäusel) | Alte Dorfstraße 23 (Karte)                                | Vor 1786                                                                 | Baugeschichtlich von Bedeutung, Obergeschoss Fachwerk, struktureller Bestandteil der Auenbebauung, weitgehend im ursprünglichen Aussehen erhalten | 08961523 |
| Direkt Bild zu diesem Denkmal hochladen | Wohnhaus | Alte Dorfstraße 24 (Karte)                                | Vor 1795                                                                 | Baugeschichtlich von Bedeutung, Obergeschoss Fachwerk, verschiefert, alte Holzkonstruktion erhalten, an auenbildprägender Stelle | 08961583 |
| Weitere Bilder                          | Wohnhaus (ehemaliges Umgebindehaus) | Alte Dorfstraße 30 (Karte)                                | Vor 1806                                                                 | Baugeschichtlich von Bedeutung, Obergeschoss Fachwerk, regionaltypisch zweifarbig verschiefert, Strukturbestandteil der Auenbebauung | 08961584 |
| Weitere Bilder                          | Wohnhaus (Umgebinde) | Alte Dorfstraße 32 (Karte)                                | Nach 1804                                                                | Baugeschichtlich von Bedeutung, Doppelstubenhaus, Obergeschoss Fachwerk, verkleidet, trotz einiger Veränderungen weitgehend im regionaltypischen Aussehen erhalten, Strukturbestandteil der Auenbebauung | 08961585 |
| Direkt Bild zu diesem Denkmal hochladen | Wohnhaus | Am Klunsen 1 (Karte)                                      | Vor 1733                                                                 | Baugeschichtlich von Bedeutung, Obergeschoss Fachwerk, verbrettert und verschiefert, auenbildprägend, in der Fachwerk-Konstruktion erhalten | 08961502 |
| Direkt Bild zu diesem Denkmal hochladen | Wohnhaus, Umgebinde, und Scheune, Fachwerk, einer kleinen Wirtschaft | Am Klunsen 4 (Karte)                                      | 1. Hälfte 19. Jahrhundert                                                | Baugeschichtlich bedeutsam | 09306292 |
| Weitere Bilder                          | Wohnhaus (Umgebinde) | Am Klunsen 9 (Karte)                                      | Vor 1795                                                                 | Baugeschichtlich von Bedeutung, Obergeschoss Fachwerk, ornamental zweifarbig verschiefert, alter Baukörper in der Konstruktion erhalten, auenbildprägend | 08961511 |
| Direkt Bild zu diesem Denkmal hochladen | Wohnhaus | Am Klunsen 10 (Karte)                                     | Vor 1729                                                                 | Baugeschichtlich von Bedeutung, Obergeschoss Fachwerk verbrettert, in der Konstruktion erhalten, strukturprägend fürs Auenbild | 08961512 |
| Weitere Bilder                          | Wohnhaus (Umgebinde) | Am Klunsen 13 (Karte)                                     | Vor 1714                                                                 | Baugeschichtlich von Bedeutung, Obergeschoss Fachwerk, zweifarbig verschiefert, Konstruktion und Aussehen weitgehend ursprünglich erhalten, an ortsbildprägender Stelle | 08961537 |
| Direkt Bild zu diesem Denkmal hochladen | Wohnhaus | Am Schulberg 2 (Karte)                                    | 18. Jahrhundert                                                          | Baugeschichtlich von Bedeutung, Obergeschoss Fachwerk, zum Teil zweifarbig verschiefert, strukturprägendes Beispiel der älteren noch erhaltenen Generation von Holzbauweise | 08961546 |
| Direkt Bild zu diesem Denkmal hochladen | Wohnhaus | Am Schulberg 3 (Karte)                                    | Bezeichnet mit 1791, Kern älter                                          | Baugeschichtlich von Bedeutung, Obergeschoss Fachwerk, zweifarbig verschiefert, stattlicher, in der Konstruktion erhaltener Baukörper an ortsbildprägender Stelle, mit Korbbogenportal | 08961547 |
| Direkt Bild zu diesem Denkmal hochladen | Wohnhaus, baulich verbunden mit Nr. 3 | Am Sonnenplan 2 (Karte)                                   | 1801                                                                     | Baugeschichtlich von Bedeutung, Obergeschoss Fachwerk, teilweise zweifarbig verschiefert, regionaltypisches Aussehen. Dachhecht neu | 08961616 |
| Direkt Bild zu diesem Denkmal hochladen | Wohnhaus (Umgebinde), baulich verbunden mit Nr. 2 | Am Sonnenplan 3 (Karte)                                   | 17. Jahrhundert                                                          | Baugeschichtlich von Bedeutung, Obergeschoss Fachwerk, zweifarbig verschiefert, regionaltypisches Aussehen | 08961835 |
|                                         | Wohnhaus (Umgebinde) | Am Sonnenplan 4 (Karte)                                   | Nach 1837                                                                | Baugeschichtlich von Bedeutung, eingeschossig mit Dachausbau über dem Eingang. | 08961617 |
| Direkt Bild zu diesem Denkmal hochladen | Vierseithof mit Wohnstallhaus, Scheune und zwei Seitengebäuden | Am Sonnenplan 7 (Karte)                                   | Um 1800 (Wohnstallhaus); nach 1850, Kern 16. Jahrhundert (Seitengebäude) | Baugeschichtlich von Bedeutung, Wohnstallhaus mit Fachwerk-Obergeschoss, teilweise verschiefert, zwei Feldstein-Wirtschaftsgebäude, Fachwerkscheune, dominanter, in Struktur und Aussehen erhaltener Vierseithof | 08961622 |
| Direkt Bild zu diesem Denkmal hochladen | Wohnhaus (Umgebinde) | Am Viebig 2 (Karte)                                       | Nach 1833                                                                | Baugeschichtlich von Bedeutung, Obergeschoss Fachwerk verkleidet, Konstruktion erhalten, Strukturbestandteil des Viebigs | 08961560 |
|                                         | Wohnhaus (Umgebinde) | Am Viebig 6 (Karte)                                       | 1. Hälfte 19. Jahrhundert                                                | Baugeschichtlich von Bedeutung, Doppelstubenhaus, Obergeschoss Fachwerk, ornamental verschiefert, ortsbildtypisches Umgebindehaus, vor gut 100 Jahren als Schule genutzt | 08961562 |
| Direkt Bild zu diesem Denkmal hochladen | Wohnhaus (Umgebinde) | Am Viebig 8 (Karte)                                       | Vor 1793                                                                 | Baugeschichtlich von Bedeutung, Obergeschoss und Giebel Fachwerk verschiefert, in regionaltypischer Konstruktion | 08961563 |
| Direkt Bild zu diesem Denkmal hochladen | Seitengebäude eines Vierseithofes | Am Viebig 11 (Karte)                                      | Eventuell 17. Jahrhundert                                                | Bau- und wirtschaftsgeschichtlich von Bedeutung, Dachüberstand und Fachwerk mit einer Art Oberlaube, originales Türgewände mit altem Türblatt | 08961566 |
| Direkt Bild zu diesem Denkmal hochladen | Wohnhaus | Am Viebig 12 (Karte)                                      | 18. Jahrhundert                                                          | Baugeschichtlich von Bedeutung, Obergeschoss Fachwerk verbrettert, Beispiel der älteren Generation von Holzbauweise mit noch weitgehend intakter Konstruktion | 08961565 |
| Weitere Bilder                          | Wohnhaus (Umgebinde) | An der Aue 1 (Karte)                                      | Erwähnt 1780                                                             | Sozial- und baugeschichtlich von Bedeutung, eingeschossig in ortstypischer Holzbauweise, Bestandteil der Auenbebauung, im ursprünglichen Aussehen erhalten | 08961526 |
| Direkt Bild zu diesem Denkmal hochladen | Wohnhaus | An der Aue 5 (Karte)                                      | Nach 1928                                                                | Baugeschichtlich von Bedeutung, vollständig in den typischen zeitgenössischen Formen erhalten, dabei auch der originale Schriftzug, an straßenbildprägender Stelle | 08961581 |
| Weitere Bilder                          | Wohnhaus (Umgebinde) | An der Aue 7 (Karte)                                      | Vor 1818                                                                 | Baugeschichtlich von Bedeutung, Obergeschoss Fachwerk, zweifarbig verschiefert, Umgebinde mit profilierten Säulen, weitgehend im ursprünglichen Aussehen erhalten, Strukturbestandteil der Auenbebauung | 08961582 |
| Direkt Bild zu diesem Denkmal hochladen | Spritzenhaus (Feuerwehr-Museum) | An der Aue 8a (Karte)                                     | Bezeichnet mit 1803                                                      | Bau in Bruchstein mit verbretterten Fachwerkgiebeln, großes Tor über die gesamte Breite, Krüppelwalmdach, ortshistorisch bedeutend, Jahreszahl 1803 im Deckstein einer Wandöffnung | 08961834 |
| Direkt Bild zu diesem Denkmal hochladen | Wohnhaus | An der Hohle 2 (Karte)                                    | Nach 1772                                                                | Ein Haus mit Nummer 3, baugeschichtlich von Bedeutung, Obergeschoss Fachwerk, ortstypisch zweifarbig verschiefert, ortsbildprägend | 08961587 |
| Direkt Bild zu diesem Denkmal hochladen | Wohnhaus | An der Hohle 3 (Karte)                                    | 18. Jahrhundert                                                          | Baugeschichtlich von Bedeutung, Obergeschoss Fachwerk, ortstypisch zweifarbig verschiefert, ortsbildprägend in Einheit mit Haus Nr. 2 | 08961588 |
| Direkt Bild zu diesem Denkmal hochladen | Wohnhaus | An der Hohle 4 (Karte)                                    | Vor 1825                                                                 | Baugeschichtlich von Bedeutung, Obergeschoss Fachwerk, einst zweifarbig verschiefert, 2011 verbrettert | 08961589 |
| Weitere Bilder                          | Wohnhaus (Umgebinde) | An der Hohle 6 (Karte)                                    | 1804                                                                     | Baugeschichtlich von Bedeutung, Obergeschoss und Giebel Fachwerk, verschiefert, regionaltypisches Aussehen, Bestandteil des in diesem Abschnitt intakten Ortsbildes | 08961576 |
| Direkt Bild zu diesem Denkmal hochladen | Wohnhaus | An der Hohle 7 (Karte)                                    | Vor 1682, mit späteren Veränderungen                                     | Baugeschichtlich von Bedeutung, Obergeschoss Fachwerk, alte Holzkonstruktion, Bestandteil des in diesem Abschnitt intakten volksbautypischen Ortsbildes | 08961577 |
| Weitere Bilder                          | Wohnhaus (Umgebinde) eines Dreiseithofes | An der Hohle 9 (Karte)                                    | 18. Jahrhundert                                                          | Baugeschichtlich von Bedeutung, Obergeschoss Fachwerk verkleidet, Dach mit fünf Fledermausgaupen | 08961591 |
| Direkt Bild zu diesem Denkmal hochladen | Bauernhof mit östlicher Scheune, Scheune im Norden/Ostseite, Scheune im Norden/Westseite, Wohnstallhaus (Umgebinde) im Westen und Seitengebäude im Süden, dahinter geschützte Winterlinde                                                             | Gartenweg 1 (Karte)                                       | 18./19. Jahrhundert                                                      | Östliche Scheune mit zwei Durchfahrten, alle Scheunen in Bruchstein, Wohnstallhaus Obergeschoss Fachwerk verschiefert, Nebengebäude Obergeschoss Fachwerk, sehr großer und ursprünglich erhaltener Bauernhof, bau- und ortsgeschichtlich von Bedeutung | 09306266 |
| Direkt Bild zu diesem Denkmal hochladen | Wohnstallhaus (über Hakengrundriss) und Scheune eines Bauernhofes | Gartenweg 2 (Karte)                                       | Nach 1721                                                                | Baugeschichtlich und wirtschaftsgeschichtlich von Bedeutung, Fachwerkscheune, am Wohnstallhaus Obergeschoss Fachwerk verschiefert, in Struktur, Konstruktion und Aussehen weitgehend erhaltener Bauernhof | 08961554 |
| Direkt Bild zu diesem Denkmal hochladen | Wohnhaus (Umgebinde) | Gartenweg 7 (Karte)                                       | 1790                                                                     | Baugeschichtlich von Bedeutung, Doppelstubenhaus, Obergeschoss Fachwerk, weitgehend im ursprünglichen Aussehen erhalten, durch exponierte Lage ortsbildprägend | 08961553 |
|                                         | Wohnhaus (Umgebinde) | Gartenweg 12 (Karte)                                      | Nach 1811                                                                | Baugeschichtlich von Bedeutung, Obergeschoss Fachwerk, ehemals verschiefert, 2011 verbrettert, mit schönem Korbbogenportal | 08961551 |
| Direkt Bild zu diesem Denkmal hochladen | Wohnhaus (Umgebinde) | Gartenweg 14 (Karte)                                      | 1877                                                                     | Baugeschichtlich von Bedeutung, eingeschossiges Doppelstubenhaus, trotz einiger Veränderungen in der Substanz erhalten | 08961830 |
| Direkt Bild zu diesem Denkmal hochladen | Armenhaus, später Gemeindeamt | Gartenweg 15 (Karte)                                      | Nach 1863                                                                | Stattliches zweigeschossiges Gebäude von ortshistorischer Bedeutung, Dachhecht neu | 08961552 |
|                                         | Wohnstallhaus (Umgebinde) und angebautes Seitengebäude eines Bauernhofes | Gartenweg 16 (Karte)                                      | 1771                                                                     | Baugeschichtlich und wirtschaftsgeschichtlich von Bedeutung, Wohnstallhaus Obergeschoss Fachwerk, zum Teil ornamental verschiefert, in Konstruktion und Aussehen erhalten | 08961555 |
| Direkt Bild zu diesem Denkmal hochladen | Wohnstallhaus (Umgebinde) | Gartenweg 18 (Karte)                                      | 1. Hälfte 19. Jahrhundert                                                | Baugeschichtlich von Bedeutung, Obergeschoss Fachwerk, zweifarbig verschiefert; ortsbildtypisches Umgebindehaus | 08961556 |
| Direkt Bild zu diesem Denkmal hochladen | Wohnhaus (Umgebinde) eines Bauernhofes | Gartenweg 22 (Karte)                                      | 1. Hälfte 19. Jahrhundert                                                | Baugeschichtlich von Bedeutung, Obergeschoss Fachwerk, landschaftstypische Konstruktion, an exponierter Stelle des Ortes | 08961573 |
|                                         | Wohnhaus (Umgebinde) und Seitengebäude eines Zweiseithofes | Gartenweg 25 (Karte)                                      | 1824                                                                     | Baugeschichtlich und wirtschaftsgeschichtlich von Bedeutung, Wohnhaus Obergeschoss Fachwerk, zweifarbig ornamental verschiefert, hölzernes Seitengebäude, in Aussehen und Struktur gut erhalten | 08961564 |
| Direkt Bild zu diesem Denkmal hochladen | Wohnhaus (Umgebinde) | Gartenweg 29 (Karte)                                      | Nach 1834                                                                | Baugeschichtlich von Bedeutung, Obergeschoss Fachwerk verkleidet, ortsbildtypisches Umgebindehaus | 08961615 |
| Weitere Bilder                          | Wohnhaus (Umgebinde) | Heideberg 1 (Karte)                                       | 1877                                                                     | Baugeschichtlich von Bedeutung, Doppelstubenhaus, Obergeschoss Fachwerk, ein Giebel verbrettert, einer verschiefert, im ursprünglichen Aussehen erhalten, Bestandteil des ortsbildprägenden Ensembles Heideberg | 08961644 |
| Direkt Bild zu diesem Denkmal hochladen | Wohnhaus | Heideberg 2 (Karte)                                       | Nach 1803                                                                | Baugeschichtlich von Bedeutung, Obergeschoss Fachwerk, zweifarbig verschiefert, Konstruktion erhalten, Bestandteil des ortsbildprägenden Ensembles Heideberg | 08961645 |
| Weitere Bilder                          | Wohnhaus (Umgebinde) | Heideberg 3 (Karte)                                       | Um 1800                                                                  | Baugeschichtlich von Bedeutung, Obergeschoss Fachwerk verschiefert, Umgebinde mit profilierten Säulen, Bestandteil des ortsbildprägenden Ensembles Heideberg | 08961646 |
| Weitere Bilder                          | Wohnhaus (Umgebinde) | Heideberg 5 (Karte)                                       | 1817                                                                     | Baugeschichtlich von Bedeutung, beide Stockwerke zweifarbig verschiefert, Bestandteil des ortsbildprägenden Ensembles Heideberg | 08961647 |
| Weitere Bilder                          | Wohnhaus (Umgebinde) | Heideberg 6 (Karte)                                       | 1805                                                                     | Baugeschichtlich von Bedeutung, Obergeschoss Fachwerk, Blockstube und Obergeschoss ortstypisch zweifarbig verschiefert, Bestandteil des ortsbildprägenden Ensembles Heideberg | 08961648 |
| Weitere Bilder                          | Wohnhaus (Umgebinde) | Heideberg 7 (Karte)                                       | Nach 1803                                                                | Baugeschichtlich von Bedeutung, Doppelstubenhaus, Obergeschoss Fachwerk, Giebelseiten verschiefert, hochgradig im ursprünglichen Aussehen erhalten (selten z. B. alter Holztürstock), Bestandteil des ortsbildprägenden Ensembles Heideberg | 08961649 |
| Weitere Bilder                          | Wohnhaus (Umgebinde) | Heideberg 8 (Karte)                                       | Um 1800                                                                  | Baugeschichtlich von Bedeutung, Obergeschoss und Giebel Fachwerk, zweifarbig verschiefert, ortsbildtypisch, Bestandteil des ortsbildprägenden Ensembles Heideberg. | 08961650 |
| Direkt Bild zu diesem Denkmal hochladen | Wohnhaus | Heideberg 9 (Karte)                                       | Nach 1824                                                                | Baugeschichtlich von Bedeutung, Obergeschoss Fachwerk, ortstypisch zweifarbig verschiefert, Bestandteil des ortsbildprägenden Ensembles Heideberg | 08961651 |
| Weitere Bilder                          | Wohnhaus (Umgebinde) | Heideberg 16 (Karte)                                      | Nach 1797                                                                | Baugeschichtlich von Bedeutung, eingeschossig, alter Baukörper, Bestandteil des ortsbildprägenden Ensembles Heideberg | 08961653 |
| Direkt Bild zu diesem Denkmal hochladen | Wohnhaus | Mühlgrabenweg 2 (Karte)                                   | Um 1830                                                                  | Verschiefertes Fachwerk-Obergeschoss und Krüppelwalmdach, baugeschichtlich bedeutsam | 09306294 |
| Weitere Bilder                          | Wohnhaus (Umgebinde) | Mühlgrabenweg 4 (Karte)                                   | 1761                                                                     | Baugeschichtlich von Bedeutung, Obergeschoss Fachwerk, zweifarbig verschiefert, Konstruktion und ursprüngliches Aussehen weitgehend erhalten | 08961619 |
| Weitere Bilder                          | Wohnhaus (Umgebinde) | Mühlgrabenweg 5 (Karte)                                   | 1834                                                                     | Baugeschichtlich von Bedeutung, Doppelstubenhaus, Obergeschoss Fachwerk, zum Teil verbrettert, ortsbildprägend, Strukturbestandteil der Auenbebauung | 08961620 |
|                                         | Wohnmühlenhaus (Umgebinde) mit Anbau (Neumannmühle) | Mühlgrabenweg 6 (Karte)                                   | Älterer Teil 1755                                                        | Wohnmühlenhaus Obergeschoss Fachwerk teilweise verschalt, mit Korbbogenportal, ortsbildprägend durch Dachausbau, technik-, bau- und ortshistorisch von Bedeutung | 08961621 |
| Direkt Bild zu diesem Denkmal hochladen | Wohnhaus (Umgebinde) | Mühlgrabenweg 7 (Karte)                                   | Vor 1760                                                                 | Baugeschichtlich von Bedeutung, Obergeschoss Fachwerk, zweifarbig verschiefert, ältere Generation regionaltypischer Holzbauweise | 08961631 |
|                                         | Wohnhaus (Umgebinde) | Mühlgrabenweg 10 (Karte)                                  | Vor 1728                                                                 | Baugeschichtlich von Bedeutung, Obergeschoss Fachwerk verschiefert, ortsbildtypisches Umgebindehaus | 08961632 |
| Direkt Bild zu diesem Denkmal hochladen | Gasthaus (davor Steinbank) und drei Seitengebäude | Neucunnersdorfer Straße 5 (Karte)                         | 1834                                                                     | Gasthaus Obergeschoss Fachwerk, zweifarbig verschiefert, orts- und verkehrshistorische Bedeutung | 08961659 |
| Direkt Bild zu diesem Denkmal hochladen | Wohnstallhaus eines Dreiseithofes | Neucunnersdorfer Straße 6 (Karte)                         | 1831                                                                     | Baugeschichtlich von Bedeutung, Obergeschoss Fachwerk, zu Zeiten der Trassierung der Landstraße entstanden und mit dem gegenüberliegenden Gasthof letztes hiesiges bauliches Zeugnis dieser Phase | 08961658 |
| Direkt Bild zu diesem Denkmal hochladen | Wohnstallhaus (Umgebinde) mit Scheunenteil | Neucunnersdorfer Straße 9 (Karte)                         | 1. Hälfte 18. Jahrhundert; bezeichnet mit 1821                           | Baugeschichtlich von Bedeutung, Obergeschoss Fachwerk, Giebelverbretterung, Umgebinde mit profilierten Säulen, Korbbogenportal, zusammen mit Nr. 20 wichtiges Zeugnis der Volksbauweise im Ort | 08961657 |
| Direkt Bild zu diesem Denkmal hochladen | Wohnstallhaus (Umgebinde) | Neucunnersdorfer Straße 14 (Karte)                        | 1. Hälfte 19. Jahrhundert                                                | Baugeschichtlich von Bedeutung, Obergeschoss Fachwerk, zweifarbig verschiefert, regionaltypisches Beispiel der Volksbauweise, einer der letzten, im ursprünglichen Aussehen erhaltenen Bauten der Aussiedlung Neucunnersdorf | 08961656 |
| Direkt Bild zu diesem Denkmal hochladen | Wohnhaus (Umgebinde) | Neucunnersdorfer Straße 20 (Karte)                        | Nach 1778                                                                | Sozial- und baugeschichtlich von Bedeutung, eingeschossiges Umgebindehaus, authentisches Relikt der Aussiedlung Neucunnersdorf, im ursprünglichen Aussehen erhalten | 08961655 |
| Direkt Bild zu diesem Denkmal hochladen | Villa Amandus | Neue Sorge 7 (Karte)                                      | 1930                                                                     | Baugeschichtlich von Bedeutung, mit Mansarddach, Eingangsrisalit, Portal mit kassettiertem Gewände, im Ortsbild singuläres Gebäude im traditionalistischen Stil der 1920er Jahre | 08961831 |
| Weitere Bilder                          | Kirche und Kirchhof Niedercunnersdorf (Sachgesamtheit) | Neue Straße 1 (Karte)                                     | 1793–1794                                                                | Sachgesamtheit Kirche und Kirchhof Niedercunnersdorf: Kirche, Kirchhofeinfriedung, zwei Grüfte und zwei Grabsteine als Einzeldenkmale (siehe Einzeldenkmale gleiche Anschrift – Obj. 08961513) sowie der Kirchhof als Sachgesamtheitsteil; baugeschichtlich, ortsgeschichtlich und ortsbildprägend von Bedeutung, die barocke Kirche ein rechteckiger Saalbau mit Dachreiter, Kirchhof mit zwei Grufthäusern | 09303238 |
| Weitere Bilder                          | Kirche, Kirchhofeinfriedung, zwei Grufthäuser und zwei Grabsteine an der Seite zur Obercunnersdorfer Straße (Einzeldenkmale zu ID-Nr. 09303238) | Neue Straße 1 (Karte)                                     | 1793–1794                                                                | Einzeldenkmale der Sachgesamtheit Kirche und Kirchhof Niedercunnersdorf; baugeschichtlich, ortsgeschichtlich und ortsbildprägend von Bedeutung, die barocke Kirche ein rechteckiger Saalbau mit Dachreiter | 08961513 |
|                                         | Kriegerdenkmal für die Gefallenen des Ersten Weltkrieges | Neue Straße 1 (neben), hinterm Kirchhof (Karte)           | Nach 1918                                                                | Ortsgeschichtlich von Bedeutung, Granitstele mit Bekrönung, Inschriften und Schwert, davor dreistufige Treppe | 08961517 |
| Weitere Bilder                          | Wohnhaus (Umgebinde) | Niedere Hauptstraße 2 (Karte)                             | Nach 1870                                                                | Baugeschichtlich von Bedeutung, Obergeschoss Fachwerk, zweifarbig verschiefert, regionaltypisches Zeugnis der späten Holzbauweise | 08961503 |
|                                         | Wohnhaus | Niedere Hauptstraße 9 (Karte)                             | 18. Jahrhundert                                                          | Baugeschichtlich von Bedeutung, Obergeschoss Fachwerk verputzt, Giebel verbrettert, in der Konstruktion erhalten | 08961832 |
| Weitere Bilder                          | Wohnhaus (Umgebinde) | Niedere Hauptstraße 10 (Karte)                            | 1724                                                                     | Baugeschichtlich von Bedeutung, Obergeschoss Fachwerk, zweifarbig verschiefert, weitgehend im ursprünglichen Sinne erhaltenes Umgebindehaus | 08961504 |
|                                         | Wohnhaus (Umgebinde) | Niedere Hauptstraße 12 (Karte)                            | Vor 1729                                                                 | Baugeschichtlich von Bedeutung, Obergeschoss Fachwerk verschiefert, zum Teil ornamental, alte Konstruktion erhalten | 08961516 |
| Weitere Bilder                          | Wohnhaus (Umgebinde) | Niedere Hauptstraße 20 (Karte)                            | Um 1760                                                                  | Baugeschichtlich von Bedeutung, Obergeschoss Fachwerk, ortsbildprägend, in der Konstruktion erhaltenes Beispiel der älteren Generation von regionaltypischer Holzbauweise | 08961509 |
| Weitere Bilder                          | Wohnhaus (Umgebinde) | Niedere Hauptstraße 21 (Karte)                            | 1801                                                                     | Baugeschichtlich von Bedeutung, steiles Satteldach, Doppelstubenhaus, im ursprünglichen Aussehen erhalten und ortsbildprägend | 08961506 |
|                                         | Wohnhaus (Umgebinde) | Niedere Hauptstraße 23 (Karte)                            | Kern 2. Hälfte 17. Jahrhundert                                           | Baugeschichtlich von Bedeutung, Fachwerk-Obergeschoss zweifarbig verschiefert, trotz erheblicher Veränderungen in der entscheidenden straßenbildprägenden Sicht original erhalten | 08961536 |
| Direkt Bild zu diesem Denkmal hochladen | Wohnhaus (Umgebinde) | Niedere Hauptstraße 26 (Karte)                            | Vor 1665                                                                 | Baugeschichtlich von Bedeutung, Obergeschoss Fachwerk, zweifarbig verschiefert, ortsbildprägender Bestandteil der Auenbaustruktur | 08961540 |
| Weitere Bilder                          | Wohnhaus (Umgebinde) | Niedere Hauptstraße 30 (Karte)                            | Vor 1656                                                                 | Baugeschichtlich von Bedeutung, Obergeschoss Fachwerk, weitgehend im ursprünglichen Aussehen erhaltenes Beispiel einer älteren Generation von Holzbauweise | 08961534 |
| Weitere Bilder                          | Wohnhaus (Umgebinde) | Niedere Hauptstraße 31 (Karte)                            | Kern um 1600                                                             | Baugeschichtlich von Bedeutung, Doppelstubenhaus, Obergeschoss Fachwerk, zum Teil verbrettert, zum Teil zweifarbig verschiefert, straßenbildprägendes Umgebindehaus | 08961535 |
| Weitere Bilder                          | Wohnhaus (Umgebinde) | Niedere Hauptstraße 32 (Karte)                            | 1737                                                                     | Baugeschichtlich von Bedeutung, Obergeschoss Fachwerk, zweifarbig verschiefert, weitgehend im ursprünglichen, ortsbildtypischen Aussehen erhalten | 08961532 |
| Weitere Bilder                          | Wohnhaus (Umgebinde) | Niedere Hauptstraße 33 (Karte)                            | Kern nach 1700                                                           | Baugeschichtlich von Bedeutung, Obergeschoss Fachwerk, Umgebinde mit profilierten Säulen, straßenbildprägendes Zeugnis ortsbildtypischer Holzbauweise | 08961533 |
| Weitere Bilder                          | Wohnhaus (Umgebinde) und Gartenhaus | Niedere Hauptstraße 35 (Karte)                            | Kern 17. Jahrhundert                                                     | Baugeschichtlich von Bedeutung, als Umgebindehaus mit zwei Obergeschossen in Fachwerk mit Holzverblendung im Ort singulär, dabei klassizistischer Ornamentierung, das Gartenhaus in Antentempelformen | 08961531 |
| Weitere Bilder                          | Wohnhaus (Umgebinde) | Niedere Hauptstraße 36 (Karte)                            | 1902/1903, vielleicht älter                                              | Baugeschichtlich von Bedeutung, Obergeschoss Fachwerk, zum Teil zweifarbig verschiefert, Zeugnis der späten Holzbauphase mit Einflüssen zeitgenössischer Stilelemente | 08961530 |
| Weitere Bilder                          | Kriegerdenkmal für die Gefallenen der Kriege 1866 und 1870/71 | Niedere Hauptstraße 37 (gegenüber) (Karte)                | Bezeichnet mit 1910                                                      | Stele mit Inschrift und Eisernem Kreuz, daneben eine Eiche, ortsgeschichtlich von Bedeutung | 08961529 |
| Weitere Bilder                          | Wohnhaus, Faktorenhaus (Umgebinde, Nr. 37), Wirtschaftsgebäude (Nr. 37a) und Einfriedung, dazu die Rotbuche | Niedere Hauptstraße 37, 37a (Karte)                       | Bezeichnet mit 1794 (Faktorenhaus); vor 1885 (Nebengebäude)              | Hauptbau stattlich, Umgebinde mit profilierten Säulen, repräsentatives Eingangsportal, Wirtschaftsgebäude Obergeschoß Fachwerk, Einfriedung Schmiedeeisen mit Granitsockel und -eingangspfeilern, baugeschichtlich und ortsgeschichtlich von Bedeutung | 08961550 |
|                                         | Gedenkstein für die Opfer des Faschismus | Niedere Hauptstraße 40 (neben) (Karte)                    | Nach 1950                                                                | Geschichtlich von Bedeutung | 08961557 |
| Weitere Bilder                          | Wohnhaus (Umgebinde) und zwei angebaute Flügel | Niedere Hauptstraße 42 (Karte)                            | Bezeichnet mit 1822, vielleicht älter                                    | Hauptbau Obergeschoss Fachwerk verschiefert, regionaltypische Holzbauweise, Umgebinde mit profilierten Säulen, Korbbogenportal, an straßenbildprägender Stelle, beide Anbauten Obergeschoss Fachwerk, der hintere mit Umgebinde, alle mit Krüppelwalmen, baugeschichtlich von Bedeutung | 08961580 |
| Weitere Bilder                          | Wohnstallhaus (Umgebinde) | Niedere Hauptstraße 43 (Karte)                            | Mitte 18. Jahrhundert                                                    | Baugeschichtlich von Bedeutung, Obergeschoss Fachwerk, zweifarbig verschiefert, ortsbildtypisches und straßenbildprägendes Umgebindehaus | 08961579 |
| Weitere Bilder                          | Wohnhaus (Umgebinde), angebaut an Nr. 45 (ohne dieses und den flachen Anbau) | Niedere Hauptstraße 46 (Karte)                            | Nach 1765                                                                | Baugeschichtlich von Bedeutung, Doppelstubenhaus, Obergeschoss Fachwerk, sorgfältig verbrettert, im ursprünglichen Aussehen erhaltenes, straßenbildprägendes Umgebindehaus | 08961578 |
| Weitere Bilder                          | Wohnhaus (Umgebinde) | Niedere Hauptstraße 47 (Karte)                            | Nach 1743                                                                | Baugeschichtlich von Bedeutung, Obergeschoss Fachwerk, zweifarbig verschiefert, wuchtiger Baukörper, integrativer Bestandteil des in diesem Abschnitt intakten volksbautypischen Ortsbildes | 08961574 |
|                                         | Wohnhaus (Umgebinde) | Niedere Hauptstraße 49 (Karte)                            | 2. Hälfte 19. Jahrhundert                                                | Baugeschichtlich von Bedeutung, Eingangsbereich sowie Giebel mit Fachwerk, einer verschiefert, in der Konstruktion wiederhergestelltes, eingeschossiges Umgebindehaus | 08961833 |
| Direkt Bild zu diesem Denkmal hochladen | Umgebindehaus | Niedere Hauptstraße 50 (Karte)                            | Um 1850                                                                  | Eingeschossig mit drei Dachhäuschen, baugeschichtlicher Wert | 09306377 |
| Weitere Bilder                          | Wohnhaus (Umgebinde) | Niedere Hauptstraße 51 (Karte)                            | Nach 1800                                                                | Baugeschichtlich von Bedeutung, Obergeschoss Fachwerk, ornamental verschiefert, Bestandteil des in diesem Abschnitt intakten volksbautypischen Ortsbildes | 08961571 |
| Weitere Bilder                          | Wohnhaus (Umgebinde) | Niedere Hauptstraße 52 (Karte)                            | Vor 1756                                                                 | Baugeschichtlich von Bedeutung, Obergeschoss Fachwerk, zweifarbig verschiefert, Bestandteil des in diesem Abschnitt intakten volksbautypischen Ortsbildes | 08961572 |
| Weitere Bilder                          | Gasthaus (Umgebinde) mit Anbauten und Nebengebäude | Niedere Hauptstraße 53 (Karte)                            | Bezeichnet mit 1814, Kern älter                                          | Hauptbau zweigeschossig, Anbau eingeschossig, massiv mit weiterem Baukörper über Eck und Nebengebäude dahinter, massiv; bau- und ortshistorische Bedeutung, Gasthaus Obergeschoss Fachwerk, zum großen Teil zweifarbig verschiefert, Umgebinde mit profilierten Säulen, Korbbogenportal, Bestandteil des in diesem Abschnitt intakten volksbautypischen Ortsbildes | 08961575 |
| Weitere Bilder                          | Wohnhaus (Umgebinde) | Niedere Hauptstraße 54 (Karte)                            | 1. Hälfte 17. Jahrhundert                                                | Baugeschichtlich von Bedeutung, Doppelstubenhaus, Obergeschoss und Giebel Fachwerk, verschalt, Bestandteil des in diesem Abschnitt intakten volksbautypischen Ortsbildes | 08961570 |
| Direkt Bild zu diesem Denkmal hochladen | Wohnhaus | Niedere Hauptstraße 55 (Karte)                            | Vor 1727                                                                 | Baugeschichtlich von Bedeutung, Obergeschoss Fachwerk, zweifarbig verschiefert, integrativer Bestandteil des in diesem Abschnitt intakten volksbautypischen Ortsbildes | 08961569 |
| Weitere Bilder                          | Wohnhaus (Umgebinde) | Niedere Hauptstraße 57 (Karte)                            | Bezeichnet mit 1812, womöglich älter                                     | Baugeschichtlich von Bedeutung, Doppelstubenhaus, mit Korbbogenportal, Obergeschoss Fachwerk verschiefert, im ursprünglichen Aussehen erhaltener Bestandteil des in diesem Abschnitt intakten volksbautypischen Ortsbildes | 08961567 |
| Weitere Bilder                          | Wohnhaus (Umgebinde) | Niedere Hauptstraße 59 (Karte)                            | Bezeichnet mit 1808, wahrscheinlich älter                                | Baugeschichtlich von Bedeutung, Obergeschoss Fachwerk, zweifarbig verschiefert; ortsbildtypisches Umgebindehaus | 08961559 |
| Weitere Bilder                          | Wohnstallhaus (Umgebinde) | Niedere Hauptstraße 60 (Karte)                            | Bezeichnet mit 1814, Kern womöglich älter                                | Orts- und baugeschichtlich von Bedeutung, Obergeschoss Fachwerk zweifarbig verschiefert, Umgebinde mit profilierten Säulen, Korbbogenportal mit klassizistischen Ranken, tolle klassizistische Tür, davor Treppenanlage, stattlicher Bau mit Mansarddach | 08961558 |
|                                         | Wohnhaus (Umgebinde), mit südlichem Anbau (Umgebinde) | Niedere Hauptstraße 63 (Karte)                            | 18. Jahrhundert                                                          | Ohne massiven nördlichen Anbau, baugeschichtlich von Bedeutung, Obergeschoss Fachwerk, regionaltypische Volksbauweise, straßenbildprägend, sehr schöne barocke Tür | 08961593 |
|                                         | Wohnhaus (Umgebinde) | Niedere Hauptstraße 65 (Karte)                            | Vor 1727                                                                 | Baugeschichtlich von Bedeutung, Doppelstubenhaus, Obergeschoss und Giebel zweifarbig verschiefert, ortsbildtypisches und straßenbildprägendes Umgebindehaus | 08961592 |
| Weitere Bilder                          | Wohnhaus (Umgebinde) | Niedere Hauptstraße 66 (Karte)                            | 1805                                                                     | Baugeschichtlich von Bedeutung, Doppelstubenhaus, Obergeschoss Fachwerk, zweifarbig ornamental verschiefert, im ursprünglichen Aussehen erhalten, straßenbildprägendes Umgebindehaus | 08961595 |
| Weitere Bilder                          | Wohnhaus (Umgebinde) | Niedere Hauptstraße 68 (Karte)                            | Um 1800, Kern wahrscheinlich älter                                       | Baugeschichtlich von Bedeutung, Obergeschoss Fachwerk, zweifarbig verschiefert, Umgebinde mit profilierten Säulen | 08961597 |
| Direkt Bild zu diesem Denkmal hochladen | Wohnhaus (Umgebinde) | Niedere Hauptstraße 71 (Karte)                            | 18. Jahrhundert, Kern womöglich älter                                    | Baugeschichtlich von Bedeutung, Obergeschoss und Giebel verschiefert (zum Teil zweifarbig), auenbildprägend, im typischen Aussehen der regionalen Volksbauweise erhalten | 08961602 |
| Weitere Bilder                          | Wohnhaus (Umgebinde) | Niedere Hauptstraße 72 (Karte)                            | Bezeichnet mit 1811                                                      | Baugeschichtlich von Bedeutung, Obergeschoss-Fachwerk im Giebel zweifarbig verschiefert, ortsbildprägende, regionaltypische Holzbauweise, klassizistische originale Tür | 08961598 |
| Direkt Bild zu diesem Denkmal hochladen | Vierseithof mit Wohnstallhaus und drei Seitengebäuden | Obercunnersdorfer Straße 1 (Karte)                        | 1880er Jahre                                                             | Baugeschichtlich und wirtschaftsgeschichtlich von Bedeutung, alles massiv, in Struktur und Aussehen erhaltener Bauernhof | 08961505 |
| Direkt Bild zu diesem Denkmal hochladen | Wohnhaus (Umgebinde) (ohne Anbau) eines Bauernhofes | Obercunnersdorfer Straße 5 (Karte)                        | 1. Hälfte 18. Jahrhundert                                                | Baugeschichtlich von Bedeutung, Obergeschoss Fachwerk zweifarbig verschiefert, trotz einiger Veränderungen denkmalwürdig, da an ortsbildprägender Stelle | 08961514 |
| Direkt Bild zu diesem Denkmal hochladen | Wohnhaus (Umgebinde) und angebautes Seitengebäude eines Bauernhofes | Obercunnersdorfer Straße 8 (Karte)                        | Bezeichnet mit 1788                                                      | Baugeschichtlich und wirtschaftsgeschichtlich von Bedeutung, Wohnhaus Obergeschoss Fachwerk, Umgebinde mit profilierten Säulen, Fachwerk-Stallscheune, hochgradig in Aussehen und Struktur erhaltener Bauernhof | 08961549 |
| Weitere Bilder                          | Wohnhaus (Umgebinde) | Obercunnersdorfer Straße 10 (Karte)                       | Bezeichnet mit 1834                                                      | Baugeschichtlich und ortsgeschichtlich von Bedeutung, Obergeschoss und Giebel Fachwerk verschiefert, mit Korbbogenportal, bildet stattliche Einheit mit den Häusern Nr. 12 und 13, als zweite Schule des Ortes historisch relevant | 08961519 |
| Direkt Bild zu diesem Denkmal hochladen | Wilhelm-Tempel-Schule, davor Luthereiche mit Stein und Gedenkstein für Walter Empacher | Obercunnersdorfer Straße 11 (Karte)                       | 1883 (Gedenkbaum); bezeichnet mit 1895 (Schule)                          | Historisierend mit einigem Putzornament, von ortshistorischer Bedeutung | 08961518 |
| Weitere Bilder                          | Wohnstallhaus (Umgebinde) | Obercunnersdorfer Straße 12 (Karte)                       | Türstock vom Vorgängerbau bezeichnet mit 1822; 1873                      | Baugeschichtlich und ortsgeschichtlich von Bedeutung, Obergeschoss Fachwerk, ornamental verschiefert, Umgebinde mit profilierten Säulen, Korbbogenportal. Diente wohl auch mal als Schule | 08961520 |
|                                         | Wohnhaus (Umgebinde) | Obercunnersdorfer Straße 13 (Karte)                       | 1796                                                                     | Baugeschichtlich und ortsgeschichtlich von Bedeutung, Doppelstubenhaus, Obergeschoss Fachwerk, größtenteils verschiefert, Umgebinde mit profilierten Säulen, Korbbogenportal, bildet stattliche Einheit mit den anderen ehemaligen Schul-Häusern Nr. 10 und 12, war erste Schule des Ortes | 08961521 |
|                                         | Gasthaus (Kretsch Gerichts-Kretscham am, Nr. 14) und Wirtschaftsgebäude (Nr. 15) | Obercunnersdorfer Straße 14, 15 (Karte)                   | Nach 1892, Wirtschaftsgebäude etwas älter                                | Gasthaus massiv, breitgelagert mit leichten Anklängen an den Schweizerstil, ortshistorisch von Bedeutung | 08961654 |
| Direkt Bild zu diesem Denkmal hochladen | Pfarrhof mit Pfarrhaus (Umgebinde) und Seitengebäude mit altem Baumbestand | Obercunnersdorfer Straße 21 (Karte)                       | Bezeichnet mit 1813                                                      | Baugeschichtlich und ortsgeschichtlich von Bedeutung, Wohnhaus Obergeschoss Fachwerk verbrettert, eine Giebelseite verschiefert, Umgebinde mit profilierten Säulen, Korbbogenportal, stattlicher, im ursprünglichen Aussehen erhaltenen Pfarrhof | 08961606 |
| Direkt Bild zu diesem Denkmal hochladen | Wohnhaus über T-förmigem Grundriss und Seitengebäude eines Bauernhofes | Obercunnersdorfer Straße 26 (Karte)                       | 18. Jahrhundert                                                          | Baugeschichtlich und wirtschaftsgeschichtlich von Bedeutung, Wohnhaus Obergeschoss Fachwerk, teilweise ornamental verschiefert, Seitengebäude vorn links mit Oberlaube, architektonisch von Interesse | 08961614 |
| Direkt Bild zu diesem Denkmal hochladen | Wohnstallhaus (Umgebinde) eines Bauernhofes | Obercunnersdorfer Straße 29 (Karte)                       | 18. Jahrhundert                                                          | Mit Anbau ebenfalls in Umgebinde, baugeschichtlich und wirtschaftsgeschichtlich von Bedeutung, Obergeschoss Fachwerk, zum Teil zweifarbig verschiefert, zum Teil verputzt, weitgehend im ursprünglichen Aussehen erhaltenes Umgebindehaus | 08961633 |
| Direkt Bild zu diesem Denkmal hochladen | Brücke | Obere Hauptstraße 1 (hinter) (Karte)                      | 18. Jahrhundert                                                          | Ein Bogen, Bruchstein, baugeschichtlich bedeutsam | 09306297 |
| Weitere Bilder                          | Wohnhaus (Umgebinde) | Obere Hauptstraße 3 (Karte)                               | Nach 1779                                                                | Haus mit Anbau, baugeschichtlich von Bedeutung, Obergeschoss Fachwerk verputzt, Giebel ornamental verschiefert; Konstruktion erhalten. Hinter dem Haus Treppenabgang zur Bach | 08961607 |
|                                         | Brücke | Obere Hauptstraße 5 (bei) (Karte)                         | 18. Jahrhundert                                                          | Ein Bogen, Bruchstein, baugeschichtlich bedeutsam | 09306298 |
| Weitere Bilder                          | Wohnhaus (Umgebinde) | Obere Hauptstraße 6 (Karte)                               | Nach 1803                                                                | Baugeschichtlich von Bedeutung, Doppelstubenhaus, Obergeschoss Fachwerk, weitgehend im ursprünglichen Aussehen erhaltenes, ortsbildprägendes Beispiel regionaltypischer Holzbauweise | 08961609 |
| Weitere Bilder                          | Wohnhaus (Umgebinde) | Obere Hauptstraße 7 (Karte)                               | Nach 1780                                                                | Baugeschichtlich von Bedeutung, Obergeschoss Fachwerk, Korbbogenportal mit originaler klassizistischer Tür, ursprünglich erhaltenes ortsbildprägendes Umgebindehaus. Davor Treppenabgang in der Bachmauer | 08961610 |
| Weitere Bilder                          | Wohnhaus (Umgebinde) | Obere Hauptstraße 9 (Karte)                               | Um 1800                                                                  | Baugeschichtlich von Bedeutung, Obergeschoss Fachwerk verschiefert, Doppelstubenhaus, Konstruktion des Fachwerks erhalten | 08961611 |
| Weitere Bilder                          | Wohnhaus (Umgebinde) | Obere Hauptstraße 10 (Karte)                              | 1. Hälfte 18. Jahrhundert, mit späteren Umformungen                      | Baugeschichtlich von Bedeutung, Obergeschoss Fachwerk verschiefert; in der Konstruktion erhalten | 08961612 |
| Weitere Bilder                          | Wohnhaus (Umgebinde) | Obere Hauptstraße 13 (Karte)                              | Nach 1771                                                                | Baugeschichtlich von Bedeutung, Obergeschoss Fachwerk, zweifarbig verschiefert, mit Anbau, im regionaltypischen Aussehen erhalten, straßenbildprägend | 08961613 |
| Direkt Bild zu diesem Denkmal hochladen | Wohnhaus im Hakengrundriss | Obere Hauptstraße 17 (Karte)                              | 18. Jahrhundert                                                          | Baugeschichtlich von Bedeutung, Wohnhaus Obergeschoss Fachwerk, straßenbildprägend | 08961618 |
| Direkt Bild zu diesem Denkmal hochladen | Wohnhaus | Obere Hauptstraße 18 (Karte)                              | 17. Jahrhundert, spätere Veränderungen                                   | Baugeschichtlich von Bedeutung, Obergeschoss Fachwerk, ortstypisch zweifarbig verschiefert, in Aussehen und Konstruktion erhalten | 08961660 |
| Direkt Bild zu diesem Denkmal hochladen | Wohnhaus | Obere Hauptstraße 19 (Karte)                              | 1774                                                                     | Baugeschichtlich von Bedeutung, Obergeschoss Fachwerk verputzt, in der Konstruktion des Fachwerks erhalten | 08961623 |
|                                         | Wohnhaus (Umgebinde), angebaut an Nr. 20 | Obere Hauptstraße 21 (Karte)                              | 2. Hälfte 18. Jahrhundert, Kern älter                                    | Baugeschichtlich von Bedeutung, Obergeschoss Fachwerk verschiefert, in Konstruktion und Aussehen erhalten | 08961624 |
| Weitere Bilder                          | Wohnhaus (Umgebinde) | Obere Hauptstraße 25 (Karte)                              | 1785                                                                     | Baugeschichtlich von Bedeutung, Obergeschoss Fachwerk, Langständerbau, von architektonischem Interesse | 08961625 |
|                                         | Zufahrtsbrücke über das Cunnersdorfer Wasser | Obere Hauptstraße 27 (bei) (Karte)                        | 19. Jahrhundert                                                          | Baugeschichtlich von Bedeutung, Bruchstein-Bogenbrücke | 08961627 |
| Weitere Bilder                          | Wohnhaus (Umgebinde) | Obere Hauptstraße 29 (Karte)                              | Vor 1716                                                                 | Baugeschichtlich von Bedeutung, Obergeschoss Fachwerk, Langständerbau, gut im ursprünglichen Sinne erhalten, ältere noch existierende Generation ländlicher Holzbauweise, architektonisch interessant | 08961628 |
| Direkt Bild zu diesem Denkmal hochladen | Wohnhaus | Obere Hauptstraße 30 (Karte)                              | 1722                                                                     | Baugeschichtlich von Bedeutung, Obergeschoss Fachwerk, ortsbildtypisch zweifarbig verschiefert | 08961629 |
| Direkt Bild zu diesem Denkmal hochladen | Wohnhaus (Umgebinde) und Scheune eines Bauernhofes | Obere Hauptstraße 31 (Karte)                              | 1796                                                                     | Baugeschichtlich und wirtschaftsgeschichtlich von Bedeutung, Doppelstubenhaus, Fachwerk-Langständerbau, im ursprünglichen Aussehen wiederhergestellt, Holzscheune | 08961630 |
| Direkt Bild zu diesem Denkmal hochladen | Brandmühle, bestehend aus drei Gebäuden | Obere Hauptstraße 33, 34 (Karte)                          | Vor 1861, Teile wahrscheinlich älter                                     | Straßenbildprägendes Ensemble von technik- und ortshistorischer Bedeutung, Technik (zum Teil 1920er Jahre) vorhanden. Tafel mit Aufschrift ab 1860 und ab 1947 | 08961641 |
| Direkt Bild zu diesem Denkmal hochladen | Wohnhaus | Obere Hauptstraße 36 (Karte)                              | 1813                                                                     | Baugeschichtlich von Bedeutung, Obergeschoss Fachwerk, zweifarbig verschiefert, weitgehend in Aussehen und Konstruktion erhalten, Bestandteil eines straßenbildprägenden Ensembles | 08961640 |
| Direkt Bild zu diesem Denkmal hochladen | Wohnhaus (Umgebinde) | Obere Hauptstraße 37 (Karte)                              | 1826                                                                     | Baugeschichtlich von Bedeutung, Obergeschoss Fachwerk, Giebelseite zweifarbig verschiefert; im ursprünglichen Aussehen erhalten, Bestandteil eines straßenbildprägenden Ensembles | 08961638 |
|                                         | Wohnhaus (Umgebinde) | Obere Hauptstraße 38 (Karte)                              | Anfang 19. Jahrhundert                                                   | Baugeschichtlich von Bedeutung, Doppelstubenhaus, Obergeschoss Fachwerk, zweifarbig ornamental verschiefert, Bestandteil eines straßenbildprägenden Ensembles | 08961637 |
| Direkt Bild zu diesem Denkmal hochladen | Wohnhaus | Obere Hauptstraße 40 (Karte)                              | 18. Jahrhundert                                                          | Baugeschichtlich von Bedeutung, Obergeschoss Fachwerk, zweifarbig verschiefert, Verschieferung nach 2000 neu, Konstruktion erhalten (gehört der älteren Generation von regionaltypischer Holzbauweise an), Bestandteil eines straßenbildprägenden Ensembles | 08961636 |
| Weitere Bilder                          | Wohnhaus (Umgebinde) | Obere Hauptstraße 41 (Karte)                              | Um 1850                                                                  | Baugeschichtlich von Bedeutung, Obergeschoss Fachwerk, zweifarbig verschiefert; ortsbild- und regionaltypische Holzbauweise, Bestandteil eines straßenbildprägenden Ensembles | 08961635 |
| Direkt Bild zu diesem Denkmal hochladen | Wohnhaus (Umgebinde) | Obere Hauptstraße 45 (Karte)                              | Um 1600                                                                  | Baugeschichtlich von Bedeutung, Obergeschoss Fachwerk verputzt, auch im Wirtschaftsteil, Langständerbau, daher Seltenheitswert, von architektonischem Interesse | 08961634 |
| Direkt Bild zu diesem Denkmal hochladen | Wohnhaus und Stützmauer in Bruchstein | Obere Hauptstraße 48 (Karte)                              | Um 1832                                                                  | Baugeschichtlich von Bedeutung, Obergeschoss Fachwerk, zweifarbig verschiefert, ortsbildtypisches Fachwerkhaus | 08961643 |
| Direkt Bild zu diesem Denkmal hochladen | Wohnhaus (Umgebinde) | Obere Hauptstraße 49 (Karte)                              | Vor 1806                                                                 | Baugeschichtlich von Bedeutung, Doppelstube, Obergeschoss Fachwerk, zweifarbig verschiefert; ortsbildtypisches Umgebindehaus | 08961642 |
| Direkt Bild zu diesem Denkmal hochladen | Straßenbrücke über das Cunnersdorfer Wasser, mit Treppenabgang daneben | Ottenhainer Straße (neben Nr. 1, Ecke Am Klunsen) (Karte) | 19. Jahrhundert                                                          | Baugeschichtlich von Bedeutung, Segmentbogen-Bruchsteinbrücke | 08961499 |
| Weitere Bilder                          | Wohnhaus (Umgebinde) | Ottenhainer Straße 1 (Karte)                              | 1698                                                                     | Baugeschichtlich von Bedeutung, Obergeschoss und Giebel Fachwerk, zweifarbig verschiefert, auenbildprägendes und ortsbildtypisches Umgebindehaus | 08961501 |
| Direkt Bild zu diesem Denkmal hochladen | Unterführung des Niedercunnersdorfer Wassers mit dem Bogenein- und -ausgang, dem Wehr-, dem Treppenabgang und den Bachmauern vor Nummer 10, der gemauerte, in den Bach einbindende Graben bei Nummer 11, der Treppenabgang von Niedere Hauptstraße 72 | Wilhelm-Tempel-Platz (Karte)                              | 18. Jahrhundert                                                          | Ortsgeschichtlich und baugeschichtlich von Bedeutung (siehe auch Einzeldenkmale 09306257 und 09306297) | 09306338 |
| Weitere Bilder                          | Wohnhaus (Umgebinde) | Wilhelm-Tempel-Platz 1 (Karte)                            | 1795                                                                     | Baugeschichtlich von Bedeutung, Doppelstubenhaus, Obergeschoss Fachwerk ortsbildtypisch zweifarbig verschiefert, von straßenbildprägender Wirkung | 08961599 |
|                                         | Wohnhaus | Wilhelm-Tempel-Platz 2 (Karte)                            | 1828                                                                     | Baugeschichtlich von Bedeutung, Obergeschoss Fachwerk, zweifarbig verschiefert, Konstruktion weitgehend erhalten, prägt das Platzbild mit | 08961603 |
| Weitere Bilder                          | Wohnhaus (Umgebinde) | Wilhelm-Tempel-Platz 3 (Karte)                            | Bezeichnet mit 1786                                                      | Baugeschichtlich von Bedeutung, Obergeschoss Fachwerk, zweifarbig verschiefert, großer gedrungener Baukörper, mit Korbbogenportal, hochgradig im ursprünglichen Aussehen erhalten, eines der bemerkenswertesten Gebäude im Ort | 08961604 |
| Weitere Bilder                          | Wohnhaus (Umgebinde), Gasthof „Drei Sterne“ | Wilhelm-Tempel-Platz 10 (Karte)                           | 1770                                                                     | Orts- und baugeschichtlich von Bedeutung, Obergeschoss Fachwerk, zweifarbig verschiefert, Umgebinde mit profilierten Säulen, Korbbogenportal mit originaler Tür, prägt das Platzbild mit | 08961605 |
| Weitere Bilder                          | Wohnhaus (Umgebinde) | Wilhelm-Tempel-Platz 11 (Karte)                           | Bezeichnet mit 1840 im Türsturz                                          | Stattlicher Bau, Krüppelwalmdach, giebelseitig vier Umgebindejoche, vorn drei, baugeschichtlich bedeutsam | 09306300 |
| Direkt Bild zu diesem Denkmal hochladen | Wohnhaus | Wilhelm-Tempel-Platz 12 (Karte)                           | Nach 1840                                                                | Baugeschichtlich von Bedeutung, Obergeschoss Fachwerk, zweifarbig verschiefert, in der Konstruktion erhaltenes Fachwerkhaus | 08961601 |

## Streichungen von der Denkmalliste
| Bild                                    | Bezeichnung                                                                                     | Lage                                | Datierung                       | Beschreibung | ID       |
| --------------------------------------- | ----------------------------------------------------------------------------------------------- | ----------------------------------- | ------------------------------- | --- | -------- |
| Direkt Bild zu diesem Denkmal hochladen | Wohnhaus                                                                                        | Am Schulberg 1 (Karte)              | Kern vermutlich 16. Jahrhundert | Baugeschichtlich von Bedeutung, Obergeschoss Fachwerk, ortsbild- und strukturprägend, wissenschaftlich-dokumentarischer Wert; zwischen 2014 und 2016 abgerissen | 08961545 |
| Direkt Bild zu diesem Denkmal hochladen | Wohnstallhaus                                                                                   | Am Viebig (Flurstück 562/7) (Karte) | Wohl 17. Jahrhundert            | Baugeschichtlich von Bedeutung, beide Stöcke Fachwerk, Langständerbau von architektonischer Bedeutung, eines der ältesten Häuser im Ort, im ursprünglichen Aussehen erhalten (z. B. Besonderheit: hölzerner Wirtschaftsteil); nach 2014 von der Denkmalliste gestrichen                       | 08961561 |
| Direkt Bild zu diesem Denkmal hochladen | Wohnhaus                                                                                        | Niedere Hauptstraße 13 (Karte)      | Vor 1744                        | Baugeschichtlich von Bedeutung, Obergeschoss Fachwerk verputzt bzw. verschalt, in der Konstruktion erhalten, Strukturbestandteil der Auenbebauung; nach 2014 von der Denkmalliste gestrichen                                                                                                  | 08961515 |
|                                         | Wohnhaus (Umgebinde)                                                                            | Niedere Hauptstraße 22 (Karte)      | 1751                            | Baugeschichtlich von Bedeutung, Doppelstubenhaus, flaches Obergeschoss, Fachwerk ehemals zweifarbig verschiefert, dann verbrettert; nach 2014 von der Denkmalliste gestrichen | 08961510 |
| Weitere Bilder                          | Wohnhaus (Umgebinde)                                                                            | Niedere Hauptstraße 56 (Karte)      | Wahrscheinlich vor 1761         | Baugeschichtlich von Bedeutung, Obergeschoss Fachwerk, zweifarbig verschiefert, integrativer Bestandteil des in diesem Abschnitt intakten volksbautypischen Ortsbildes; nach 2014 von der Denkmalliste gestrichen                                                                             | 08961568 |
| Direkt Bild zu diesem Denkmal hochladen | Wohnhaus (Umgebinde) und zwei aneinandergebaute Seitengebäude eines Dreiseithofes (Gut Haußigs) | Obercunnersdorfer Straße 9 (Karte)  | 1. Hälfte 18. Jahrhundert       | Baugeschichtlich und wirtschaftsgeschichtlich von Bedeutung, Wohnhaus Obergeschoss Fachwerk und Mansarddach, Umgebinde mit profilierten Säulen, mit einigen besonderen Baubestandteilen (Doppelstube, hölzerne Eingangssituation), Feldstein-Seitengebäude; zwischen 2013 und 2014 abgerissen | 08961548 |
| Direkt Bild zu diesem Denkmal hochladen | Wohnhaus                                                                                        | Obere Hauptstraße 1 (Karte)         | Vor 1772                        | Baugeschichtlich von Bedeutung, Obergeschoss Fachwerk verschiefert (zum Teil zweifarbig), Holzkonstruktion erhalten, straßenbildprägend; nach 2014 von der Denkmalliste gestrichen | 08961608 |

## Tabellenlegende
- Bild: Bild des Kulturdenkmals, ggf. zusätzlich mit einem Link zu weiteren Fotos des Kulturdenkmals im Medienarchiv Wikimedia Commons. Wenn man auf das Kamerasymbol klickt, können Fotos zu Kulturdenkmalen aus dieser Liste hochgeladen werden:
- Bezeichnung: Denkmalgeschützte Objekte und ggf. Bauwerksname des Kulturdenkmals
- Lage: Straßenname und Hausnummer oder Flurstücknummer des Kulturdenkmals. Die Grundsortierung der Liste erfolgt nach dieser Adresse. Der Link (Karte) führt zu verschiedenen Kartendiensten mit der Position des Kulturdenkmals. Fehlt dieser Link, wurden die Koordinaten noch nicht eingetragen. Sind diese bekannt, können sie über ein Tool mit einer Kartenansicht einfach nachgetragen werden. In dieser Kartenansicht sind Kulturdenkmale ohne Koordinaten mit einem roten bzw. orangen Marker dargestellt und können durch Verschieben auf die richtige Position in der Karte mit Koordinaten versehen werden. Kulturdenkmale ohne Bild sind an einem blauen bzw. roten Marker erkennbar.
- Datierung: Baubeginn, Fertigstellung, Datum der Erstnennung oder grobe zeitliche Einordnung entsprechend des Eintrags in der sächsischen Denkmaldatenbank
- Beschreibung: Kurzcharakteristik des Kulturdenkmals entsprechend des Eintrags in der sächsischen Denkmaldatenbank, ggf. ergänzt durch die dort nur selten veröffentlichten Erfassungstexte oder zusätzliche Informationen
- ID: Vom Landesamt für Denkmalpflege Sachsen vergebene, das Kulturdenkmal eindeutig identifizierende Objekt-Nummer. Der Link führt zum PDF-Denkmaldokument des Landesamtes für Denkmalpflege Sachsen. Bei ehemaligen Kulturdenkmalen können die Objektnummern unbekannt sein und deshalb fehlen bzw. die Links von aus der Datenbank entfernten Objektnummern ins Leere führen. Ein ggf. vorhandenes Icon  führt zu den Angaben des Kulturdenkmals bei Wikidata.